# Rory Cochrane

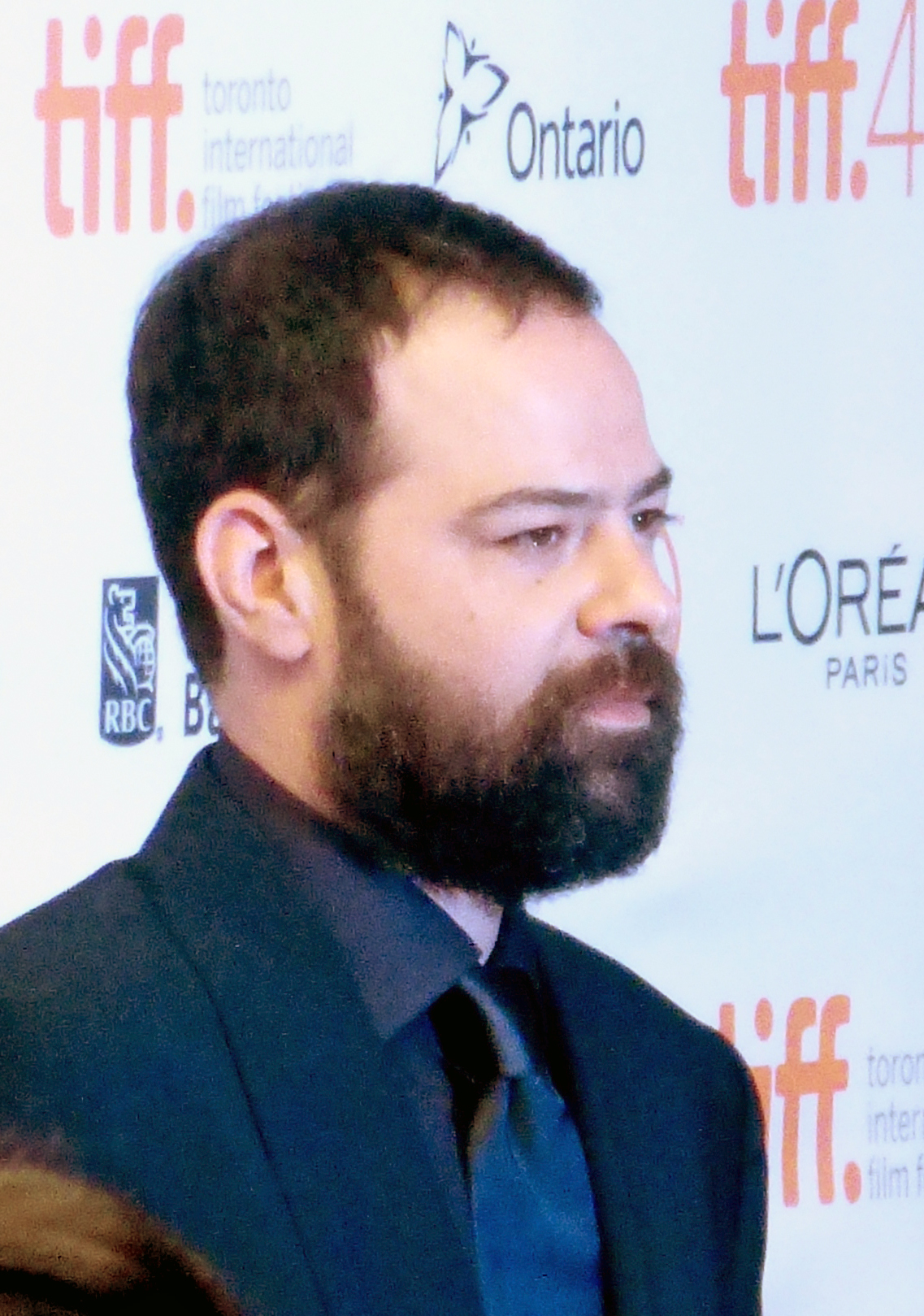
Rory Cochrane (2015)

Rory K. Cochrane (* 28. Februar 1972 in Syracuse, New York) ist ein US-amerikanischer Schauspieler, Songwriter und Sänger.

## Leben und Karriere
Rory Cochrane wurde am 28. Februar 1972 als drittes Kind einer indischen Mutter, der Schauspielerin Nicki Cochrane, und eines irischen Vaters in Syracuse im US-Bundesstaat New York geboren. Seine Kindheit verbrachte er im englischen Grantchester. Nach seiner Rückkehr in die USA besuchte er in New York City die LaGuardia High School of Performing Arts.
Noch während seiner Schulzeit hatte Cochrane 1989 seinen ersten Fernsehauftritt in einem Dokudrama über Drogenmissbrauch in der Sendung Saturday Night with Connie Chung. In der Folge hatte er eine Gastrolle in einer Episode der US-Serie H.E.L.P. und 1991 seine erste Filmrolle in dem Film Der Kuss vor dem Tode, die jedoch nur rund 15 Sekunden dauerte.
Cochrane ist hauptsächlich in Independent-Filmen zu finden und wurde im deutschsprachigen Bereich erst durch seine Rolle des sarkastischen und mürrischen Spurenexperten Timothy „Speed“ Speedle in der US-Fernsehserie CSI: Miami bekannt. Er starb dort den Serientod und wurde somit 2004 auf eigenen Wunsch aus der Serie herausgeschrieben, um sich wieder seiner Filmkarriere widmen zu können.

## Filmografie (Auswahl)

### Filme
- 1991: Der Kuss vor dem Tode (A Kiss Before Dying)
- 1992: Getrennte Wege (Fathers and Sons)
- 1993: Confusion – Sommer der Ausgeflippten (Dazed and Confused)
- 1994: Love and a .45
- 1995: Das Empire Team (Empire Records)
- 1995: The Low Life
- 1997: Dogtown
- 1997: Der letzte Pate (The Last Don)
- 1998: Black & White – Gefährlicher Verdacht (Black and White)
- 1998: The Adventures of Sebastian Cole
- 1999: Makellos (Flawless)
- 2000: Sunset Strip
- 2000: The Prime Gig
- 2001: Southlander
- 2002: Das Tribunal (Hart’s War)
- 2006: Right At Your Door
- 2006: A Scanner Darkly – Der dunkle Schirm (A Scanner Darkly)
- 2009: Public Enemies
- 2010: Passion Play
- 2011: Ein fast perfektes Verbrechen (Bringing Up Bobby)
- 2012: Argo
- 2013: Parkland
- 2013: Oculus
- 2015: Black Mass
- 2016: Soy Nero
- 2017: Amerikas meistgehasste Frau (The Most Hated Woman In America)
- 2017: Feinde – Hostiles (Hostiles)
- 2018: The Outsider
- 2018: White Boy Rick
- 2021: Encounter
- 2021: Antlers
- 2023: Boston Strangler

### Fernsehserien
- 1990: H.E.L.P. (Folge 1x01 Fire Down Below)
- 2002: CSI: Den Tätern auf der Spur (CSI: Crime Scene Investigation, Folge 2x22 Tod in Miami)
- 2002–2004, 2007: CSI: Miami (50 Folgen)
- 2007: The Company – Im Auftrag der CIA (The Company, 6 Folgen)
- 2009: 24 (7 Folgen)
- 2019: Reprisal (10 Folgen)
- 2024: Yellowstone (5 Folgen)

## Videospiele
- 2004: CSI: Miami (Detective Tim 'Speed' Speedle Synchronisation)